# جناس خط
جناس خط در شکل حروف یکسان و در نقطه مختلفند، مانند «فضا و قضا»، «سور و سوز». این ویژگی تنها به نقاط حروف اختصاص ندارد و مواردی نظیر «قائل و قابل»، «ترک و ترگ» را نیز شامل می‌شود. این اختلافات سبب تغییر در تلفظ است زیرا نوع صامت تغییر می‌کند. در نتیجه می‌توان آن را از انواع جناس اختلافی به‌شمار آورد؛ برخی آن را در بابی جداگانه و از انواع مواربه (مکر و فریب) به‌شمار آورده‌اند، که اغلب به جهت در امان ماندن از خطر یا الماز و تفنّن بوده است. و برخی دیگر آن را از انواع جناس به‌شمار آورده‌اند. برخی نیز معتقدند این امر در گذشته ناشی از خطا در شنیدن و خواندن بوده و آن را تصحیف می‌دانند. شعرا گاه به وجود تصحیف در شعر خود تصریح کرده‌اند.